# Ferdinand Fischer (Politiker, 1836)

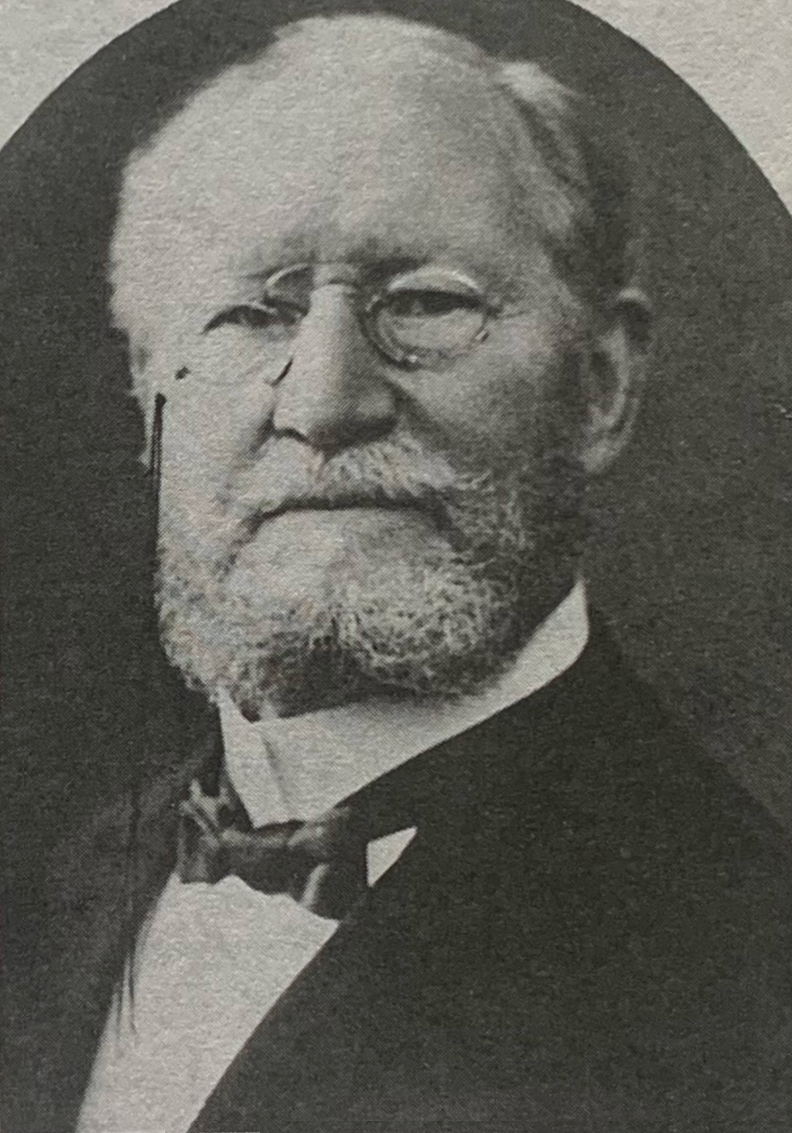
Ferdinand Fischer

Ferdinand Fischer (* 1836; † 1916 (nicht in Eschweiler)) war ein deutscher Bürgermeister und Politiker.

## Leben
Fischer war katholisch und heiratete vor 1867 Maria Christina Josefina Emmendörfer (* 6. Januar 1938 in Düsseldorf; † vor 1918).
Fischer war von 1868 bis 1880 Bürgermeister in Geldern und von 1880 bis 1902 Bürgermeister von Eschweiler. Von 1885 bis 1888 war er Abgeordneter im Provinziallandtag der Rheinprovinz für den Stand der Städte und die Städte Jülich, Eschweiler, Heinsberg, Erkelenz, Geilenkirchen mit Hünsvoven und Linnich. Nach der Wahlrechtsreform 1888 wurde er von 1890 bis 1904 erneut Abgeordneter (nun gewählt vom Kreistag).